# أياكا ياماشيتا
أياكا ياماشيتا (باليابانية: 鉄炮塚 葉子) هي مؤدية أصوات يابانية.

## الأعمال

### أنمي
- بي بليد
- ناروتو
- كيرو

### دبلجة
- شريكي المفضل هو قرد
- دون أثر
- إطلالة على بحيرة تيراس

## وصلات خارجية
- الموقع%20الإلكتروني
- أياكا ياماشيتا على موقع IMDb (الإنجليزية)
- أياكا ياماشيتا على موقع كينوبويسك (الروسية)
- أياكا ياماشيتا على موقع ANN person (الإنجليزية)
- أياكا ياماشيتا  في شبكة أخبار الأنمي